# گروک (ایرندگان)
گروک یک منطقهٔ مسکونی در ایران است که در استان سیستان و بلوچستان واقع شده‌است.